# Revolutionary Vol. 1
Revolutionary Vol. 1 è l'album di debutto dell'MC newyorkese Immortal Technique, uscito nel 2001 e ristampato nel 2004. La prima edizione del disco non era distribuito e non aveva neppure un codice a barre, dato che veniva distribuito direttamente dall'artista sulle strade o agli show live. La ristampa del disco fu distribuita in tutto il mondo da Nature Sounds.

## Tracce
| #  | Titolo                              | Produttore         | Con                                            |
| -- | ----------------------------------- | ------------------ | ---------------------------------------------- |
| 1  | "Creation & Destruction"            | Marley Marl        | Immortal Technique                             |
| 2  | "Dominant Species"                  | Rheturik           | Immortal Technique                             |
| 3  | "Positive Balance"                  | 44 Caliber         | Big Zoo, Immortal Technique                    |
| 4  | "The Getaway"                       | Southpaw, Akir     | Immortal Technique                             |
| 5  | "Beef & Broccoli"                   | Jean Grae          | Immortal Technique                             |
| 6  | "No Me Importa"                     | 44 Caliber         | Immortal Technique                             |
| 7  | "Top of the Food Chain (Remix)"     | Stelf Index        | Poison Pen, Immortal Technique                 |
| 8  | "The Poverty of Philosophy"         | Southpaw           | Immortal Technique                             |
| 9  | "Revolutionary"                     | Jean Grae          | Immortal Technique                             |
| 10 | "Spend Some Time (Remix)"           | G. Bennet          | *Instrumental*                                 |
| 11 | "Dance with the Devil/Hidden Track" | 44 Caliber         | Immortal Technique, Diabolic (On Hidden Track) |
| 12 | "The Prophecy"                      | 44 Caliber         | Immortal Technique                             |
| 13 | "Understand Why"                    | A. Cohen           | *Instrumental*                                 |
| 14 | "No Mercy"                          | 44 Caliber         | Immortal Technique                             |
| 15 | "The Illest"                        | 44 Caliber         | Jean Grae, Immortal Technique, Pumpkinhead     |
| 16 | "Speak Your Mind"                   | Immortal Technique | Immortal Technique                             |

## Campioni utilizzati
- "Dance with the Devil" contiene un campione da:
  - Love Story di Henry Mancini
  - Survival of the Fittest dei Mobb Deep
- "Creation and Destruction" contiene un campione da:
  - The Letter di Al Green
  - L.A., L.A. di Capone-N-Noreaga